# Jason Lezak
Jason Edward Lezak  (* 12. November 1975 in Irvine, Kalifornien) ist ein ehemaliger US-amerikanischer Schwimmer.

## Werdegang
Lezak war spezialisiert auf kurze Freistilstrecken. Er trainierte in Irvine und studierte an der University of California, Santa Barbara. Im Laufe seiner Karriere stellte er mit der US-amerikanischen Freistil- und Lagenstaffel mehrere Weltrekorde auf.
Bei den Olympischen Spielen 2008 in Peking war Lezak Schlussschwimmer der 4 × 100-m-Freistil-Finalstaffel der US-Herren. Dabei gelang es ihm, den scheinbar uneinholbar vor ihm liegenden Franzosen Alain Bernard noch einzuholen und das Rennen mit 8/100 Sekunden Vorsprung für die USA zu entscheiden. Dabei schwamm er mit 46,06 Sekunden auf 100 m Freistil die schnellste, jemals bei fliegendem Start aufgestellte Zeit und in 3:08,24 Minuten Weltrekord mit der 4 × 100-m-Freistilstaffel.

## Rekorde
| Weltrekorde (1)                                       | Weltrekorde (1) | Weltrekorde (1) | Weltrekorde (1) |
| ----------------------------------------------------- | --------------- | --------------- | --------------- |
| 4 × 100 m Freistil (mit Phelps, Weber-Gale und Jones) | 3:08,24 min     | 11. August 2008 | Peking          |
| (Stand: 7. August 2010)                               |                 |                 |                 |